# Gypona viridescens
Gypona viridescens är en insektsart som beskrevs av Walker 1858. Gypona viridescens ingår i släktet Gypona och familjen dvärgstritar. Inga underarter finns listade i Catalogue of Life.